# Дакоро (департамент, Буркина-Фасо)
Дакоро — департамент в Буркина-Фасо, в регионе Каскады, в провинции Лераба. Население — 13 204 чел. (2006). Административный центр — город Дакоро.
Департамент находится на самом юго-западе страны, на границе с Республикой Кот-д’Ивуар.

## Административное деление
Дакоро подразделяется на 5 коммун:
- Дакоро
- Дьериссо[фр.]
- Лемагара[фр.]
- Моадугу[фр.]
- Кассегера[фр.]

## Население
В 2006 году население департамента составляло 13 204 человека (из них 6368 мужчин и 6836 женщин, коэффициент соотношения полов — 0,93, т. е., женщин больше, чем мужчин). В 1996 году население составляло 12 864 человека.
Распределение численности населения по коммунам выглядит следующим образом (на 1996 г.):
| Округ     | Население |
| --------- | --------- |
| Дакоро    | 7121      |
| Дьериссо  | 829       |
| Лемагара  | 833       |
| Моадугу   | 1883      |
| Кассегера | 2198      |